# Antarktische Phosphatase
Die Antarktische Phosphatase ist eine Phosphatase, die die Entfernung von 5'-Phosphatgruppen in DNA oder RNA katalysiert. Sie wurde 2000 aus dem in der Antarktis lebenden Bakterium TAB5 isoliert und wird aufgrund ihrer Hitzeempfindlichkeit vermarktet.
Da mit Antarktischer Phosphatase behandelte Fragmente keine 5'-Phosphorylenden mehr besitzen, die von Ligasen benötigt werden, können sie sich nicht selbst ligieren. Diese Eigenschaft bei Klonierungsstrategien kann genutzt werden, um den Vektorhintergrund, d. h. die Anwesenheit unerwünschter Vektormoleküle, zu verringern. Antarktische Phosphatase kann schnell bei 65 °C hitzeinaktiviert werden.
Das Enzym gehört zur Gruppe der Alkalischen Phosphatasen, siehe auch Shrimp-Alkaline-Phosphatase und Calf-Intestinal-Phosphatase.